# Craig Murray (Diplomat)

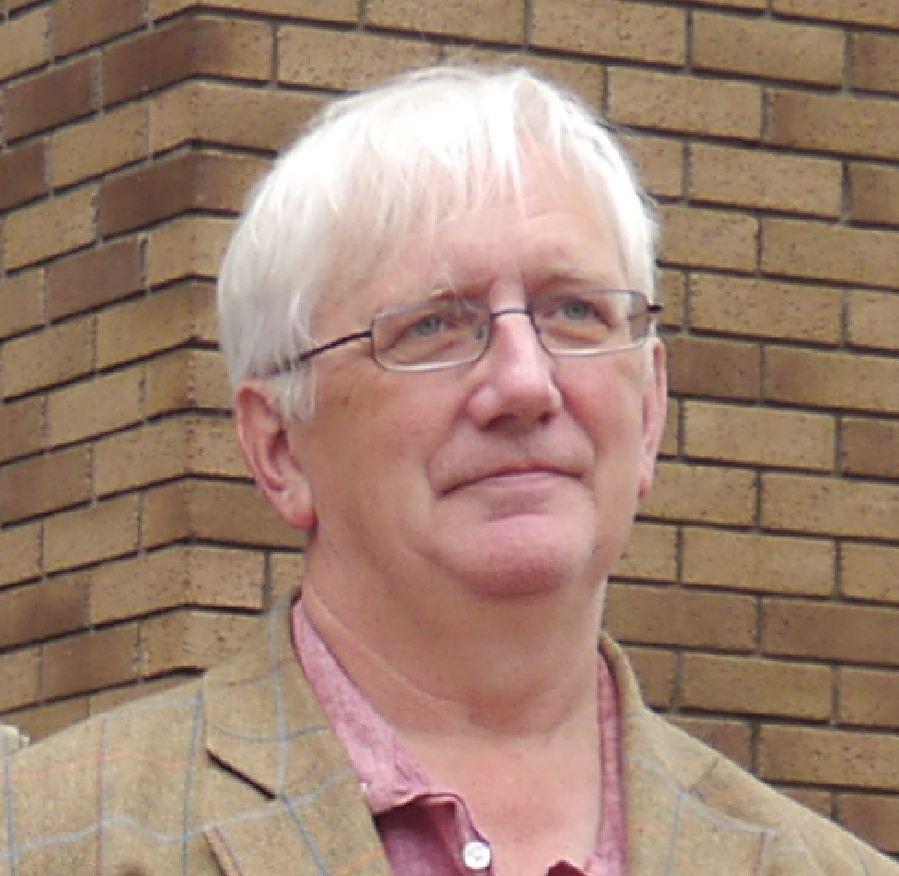
Craig Murray (2021)

Craig John Murray (* 17. Oktober 1958 in West Runton, Norfolk) ist ein schottischer Journalist, Historiker, Blogger und Menschenrechtsaktivist. Er war von 2002 bis 2004 der britische Botschafter in Usbekistan. Murray wurde aus dem diplomatischen Dienst gezwungen, nachdem er die Anwendung von Folter aufgedeckt hatte.

## Karriere
1982 verließ Murray die University of Dundee mit einem Master-of-Arts-Abschluss in Zeitgeschichte. Im Jahre 1982 trat er in den Auswärtigen Dienst ein. Seine diplomatische Karriere führte ihn nach Nigeria, Polen und Ghana. Ab August 2002 war Murray britischer Botschafter in Usbekistan; am 14. Oktober 2004 wurde er als Botschafter von diesem Posten abgezogen. Als er nicht aufhörte, über Menschenrechtsverletzungen und Folter in diesem Land zu berichten, wurde er nach London zitiert und nach einigem Hin und Her seines Postens enthoben. Er warf dem damaligen usbekischen Präsidenten Islom Karimov vor, die Menschenrechte zu verletzen. 2002 enthüllte Murray als Whistleblower und britischer Botschafter in Usbekistan, dass Großbritannien und die USA an Folterpraktiken im „Krieg gegen den Terror“ beteiligt waren. Des Weiteren warf er sowohl Usbekistan als auch Russland vor, das Rohopium Afghanistans, das weltweit Hauptanbauland für dieses Rauschgift ist, in afghanischen Labors aufzubereiten und an allen Grenzkontrollen vorbei per Jeep-Kolonnen via Usbekistan und Russlands Tiefwasserhafen Sankt Petersburg zu weltweiten Abnehmern zu versenden. Weil die USA Hauptverbrauchernation dieses Heroins ist, behauptete er auch eine Beteiligung von CIA und DEA und nicht nur des russischen FSB allein.
Murray kritisierte die CIA wegen des systematischen Einsatzes von Folter in Geheimgefängnissen in Usbekistan und gilt als Whistleblower aus dem britischen diplomatischen Corps. Er äußerte mehrmals offene Kritik am russischen Oligarchen Alischer Burchanowitsch Usmanow.
Murray betreibt einen Blog, in dem er sich zu Fragen britischer und internationaler Politik äußert. Ende September 2007 war Murrays Website nicht mehr erreichbar, woraufhin diese in die USA ausgelagert wurde.
Als Journalist war Murray ein kritischer Beobachter des Auslieferungsverfahren Julian Assanges und veröffentlichte auch Aussagen der Zeugen der Verteidigung. Murray ist ein persönlicher Freund des Wikileaks-Gründers. Murray wurde als Zeuge im spanischen Prozess gegen den CIA-Dienstleister UC Global, der Assange jahrelang in der ecuadorianischen Botschaft in London illegal überwachte, bestellt. Doch Murray musste am 1. August 2021 eine achtmonatige Haftstrafe antreten. Ihm wurde „Missachtung des Gerichts“ durch Puzzle-Identifizierung („jigsaw identification“, entspricht der deutschen Mosaiktheorie) vorgeworfen. Er habe in seiner Berichterstattung über das gescheiterte Verfahren wegen sexueller Nötigung gegen Alex Salmond (ehemaliger Vorsitzende der Scottish National Party und Verfechter der Unabhängigkeit Schottlands) angeblich Informationen geliefert, die den Lesern eine Identifizierung der anonymen Zeugen ermöglicht habe.
Im März 2024 wurde Murray als Kandidat der Workers Party of Britain für den Wahlkreis Blackburn bei den britischen Unterhauswahlen 2024 aufgestellt.

## Auszeichnungen
- Sam Adams Award für persönliche Integrität in der geheimdienstlichen Arbeit 2005; vergeben durch die „Sam Adams Associates for Integrity in Intelligence“.

## Veröffentlichungen
- Craig Murray: Murder in Samarkand. 2007, ISBN 1-84596-221-4.
- Craig Murray: Dirty Diplomacy: The Rough-and-Tumble Adventures of a Scotch-Drinking, Skirt-Chasing, Dictator-Busting and Thoroughly Unrepentant Ambassador Stuck on the Frontline of the War Against Terror. Scribner, 2007, ISBN 1-4165-4801-7.
- Craig Murray: The Catholic Orangemen of Togo and other conflicts I have known. Atholl, London 2009, ISBN 978-0-9561299-0-1.